# Yangisunda choui
Yangisunda choui är en insektsart som beskrevs av Zhang, Huang och Shen 2003. Yangisunda choui ingår i släktet Yangisunda och familjen dvärgstritar. Inga underarter finns listade i Catalogue of Life.